# Microsoft Surface
Microsoft Surface — це серія персональних комп'ютерів із сенсорними екранами та інтерактивних дощок, розроблені Майкрософт. Всі пристрої серії відносяться до преміум-класу та за задумкою компанії мають давати приклад іншим виробникам. Збираються Surface на потужностях компанії Pegatron. Також до серії входить лінійка спеціальних аксесуарів для полегшення роботи із пристроями. За винятком Surface та Surface 2, які були обладнані ARM процесорами та працювали на спеціальній версії Windows RT, всі інші пристрої виходять на базі процесорів Intel та підтримують останні версії Windows 10. Ще одним виняток щодо версії ОС є Surface Laptop, випущений у 2017 році, який працює на Windows S.

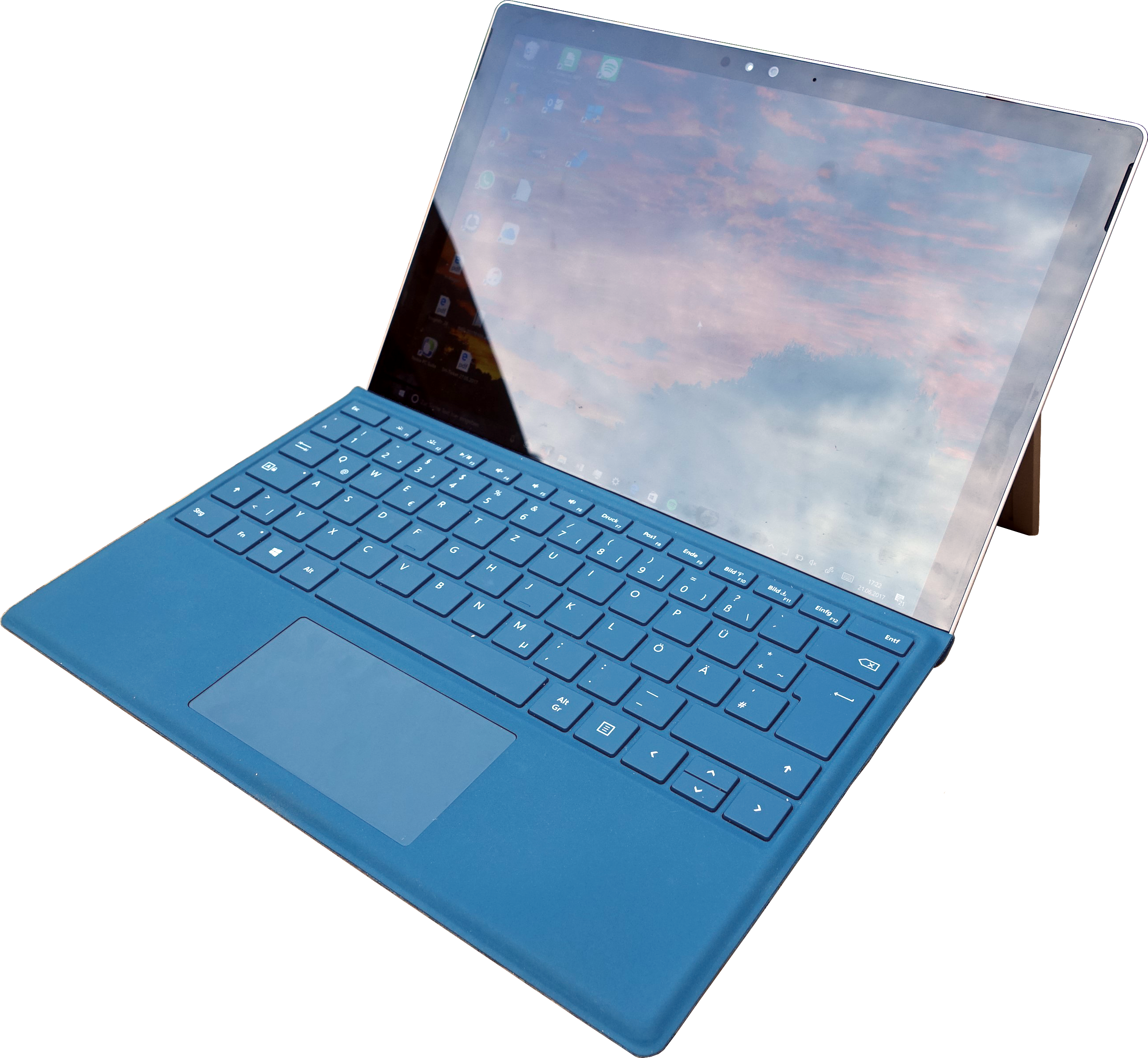
Surface pro 4

## Лінійки
Пристрої Surface станом на 2017 рік діляться на 6 основних лінійок:
- Surface - планшетні комп'ютери із опціональними відокремлюваними клавіатурами Touch Cover та Type cover та перами Surface Pen. На момент запуску перша модель була відома як Surface із Windows RT, в подальшому - Surface RT. Остання модель - Surface 3 вийшла у 2015 році.
- Surface Pro - професійні планшетні комп'ютери. Як і Surface можуть працювати із клавіатурами та пером. Починаючи із 3 версії працюють із док-станцією Surface Dock, яка розширює можливості планшета. Останні моделі мають підтримку ще одного аксесуара - Surface Dial. Відрізняються Pro моделі потужними Intel Core процесорами та характеристиками достатніми для використання планшетів в якості заміни полноцінного комп'ютера. Остання модель - Surface Pro (2017).
- Surface Book - ноутбук-трансформер із відокремлюваним екраном, який можна використовувати як повноцінний планшет. Підтримує Surface Pen, Surface Dock, а також Surface Dial. Остання модель - Surface Book 2 була анонсована у жовтні 2017. Залишити попереднє замовлення у США можна буде починаючи із 9 листопада 2017.
- Surface Studio - 28-дюймовий "все-в-одному" комп'ютер (all-in-one PC), який трансформується у стіл для малювання та створений спеціально для творчих людей. Підтримує Surface Pen та Surface Dial.
- Surface Laptop - сенсорний ноутбук створений спеціально для студентів. Ціна пристрою (від $999[1]) вигідно відрізняє його від інших продуктів серії. Недоліком пристрою є ОС - ноутбук працює на спеціальній Windows S, що дозволяє працювати лише з програмами з Windows Store. Версію ОС можна поліпшити до Windows 10 Pro. До 31 грудня 2017 це можна зробити безкоштовно[2]. Ноутбук лише частково сумісний із Surface Dial, проте підтримує Surface Dock[2].
- Surface Hub - інтерактивна дошка для спільної роботи.

### Surface
Перший із планшетів лінійки Surface був представлений у жовтні 2012 року. Разом зі спеціальними опціональними клавіатурами, він мав стати вигідною заміною для звичайних на той час ноутбуків. Важливу роль відігравала помірна ціна (яка варіювалась від $200 до $300 в залежності від регіону та характеристик). Головною відмінністю пристрою була спеціальна версія Windows RT та ARM процесор. Оскільки доступна версія ОС підтримувала лише застосунки з магазину Windows Store та була несумісною із звичними для користувачів програмами на архітектурі x86, особливої популярності планшет не отримав.
В подальшому були випущені моделі Surface 2 та Surface 3, в яких були враховані побажання користувачів та здійснені зміни як в конфігурації, так і в ОС. Остання модель була побудована на базі Intel Atom, операційною системою стала стандартна Windows.
Порівняння характеристик планшетів лінійки наведені у таблиці нижче.
| Модель                   | Модель                   | Surface                              | Surface 2                            | Surface 3                            |
| ------------------------ | ------------------------ | ------------------------------------ | ------------------------------------ | ------------------------------------ |
| Дата виходу              | Дата виходу              | Жовтень 2012                         | Жовтень 2013                         | Травень 2015                         |
| Операційна система       | встановлена              | Windows RT 8.0                       | Windows RT 8.1                       | Windows 8.1                          |
| Операційна система       | максимальна підтримувана | Windows RT 8.1                       | Windows RT 8.1                       | Windows 10 (версія 1607)             |
| Розміри (мм)             | довжина                  | 171.9                                | 172.4                                | 186.9                                |
| Розміри (мм)             | ширина                   | 274.5                                | 274.5                                | 266.9                                |
| Розміри (мм)             | товщина                  | 9.3                                  | 8.8                                  | 8.6                                  |
| Маса (г)                 | Маса (г)                 | 680                                  | 680                                  | 622                                  |
| Оперативна пам'ять (ГБ)  | Оперативна пам'ять (ГБ)  | 2                                    | 2                                    | 2/4                                  |
| Внутрішня пам'ять (ГБ)   | Внутрішня пам'ять (ГБ)   | 32/64                                | 32/64                                | 64/128                               |
| Розширювана пам'ять (ГБ) | Розширювана пам'ять (ГБ) | MicroSDXC, до 200 ГБ                 | MicroSDXC, до 200 ГБ                 | MicroSDXC, до 200 ГБ                 |
| Екран                    | Екран                    | 10.6 дюймів (16:9 відношення сторін) | 10.6 дюймів (16:9 відношення сторін) | 10.8 дюймів (3:2 відношення сторін)  |
| Екран                    | Екран                    | 1366x768 пікселів із 148 PPI         | 1920x1080 пікселів із 208 PPI        | 1920x1280 пікселів із 214 PPI        |
| Процесор                 | Процесор                 | Nvidia Tegra 3 (T30)                 | Nvidia Tegra 4 (T114)                | Intel Atom x7-Z8700                  |
| Акумулятор               | Акумулятор               | 31.5 Вт*год                          | 31.5 Вт*год                          | 31.5 Вт*год                          |
| Камера                   | Фронтальна               | 3.5 мегапікселя                      | 3.5 мегапікселя                      | 3.5 мегапікселя                      |
| Камера                   | Фронтальна               | HD (1280x720) відео                  | FHD (1920x1080) відео                | FHD (1920x1080) відео                |
| Камера                   | Задня                    | 5.0 мегапікселів                     | 5.0 мегапікселів                     | 8.0 мегапікселів                     |
| Камера                   | Задня                    | HD (1280x720) відео                  | FHD (1920x1080) відео                | FHD (1920x1080) відео                |
| Датчики                  | Освітленності            | Так                                  | Так                                  | Так                                  |
| Датчики                  | Акселерометр             | Так                                  | Так                                  | Так                                  |
| Датчики                  | Гіроскоп                 | Так                                  | Так                                  | Так                                  |
| Датчики                  | GPS                      | Ні                                   | Версія із модулем мобільного зв'язку | Версія із модулем мобільного зв'язку |
| Датчики                  | Магнітометр              | Так                                  | Так                                  | Так                                  |
| Датчики                  | Наближення               | Ні                                   | Так                                  | Так                                  |
| Датчики                  | Мікрофони                | 2                                    | 2                                    | 2                                    |
| Порти                    | Аудіо/Відео              | 3,5 мм Audio Jack                    | 3,5 мм Audio Jack                    | 3,5 мм Audio Jack                    |
| Порти                    | Аудіо/Відео              | Micro HDMI                           | Micro HDMI                           | Mini DisplayPort                     |
| Порти                    | USB                      | 2.0                                  | 3.0                                  | 3.0                                  |
| Радіомодулі              | WiFi                     | 802.11 a/b/g/n                       | 802.11 a/b/g/n                       | 802.11 a/b/g/n/ac                    |
| Радіомодулі              | Bluetooth                | 4.0                                  | 4.0                                  | 4.0                                  |
| Радіомодулі              | Мобільний зв'язок        | Ні                                   | Опційно                              | Опційно                              |
| Різне                    | Підтримка пера           | Відсутня                             | Відсутня                             | Активний стилус                      |
| Різне                    | TPM                      | Так                                  | Ні                                   | Так                                  |

### Surface Pro
Перша модель лінійки Pro мала багато спільного зі звичайним Surface. До спільних рис відносяться однакові екрани, один матеріал корпусу, захисне скло Gorilla Glass. З іншого боку, екран Pro моделі мав більшу роздільну здатність та підтримку спеціального стилусу Wacom, а також працював на потужнішому процесорі лінійки Intel Core. Ще однією зі спільних рис є спеціальна підставка на задній грані планшету для його встановлення під різними кутами.
Порівняння характеристик планшетів лінійки Surface Pro наведені у таблиці нижче.
| Модель                   | Модель                   | Surface Pro                                         | Surface Pro 2                                       | Surface Pro 3                                       | Surface Pro 4                                     | Surface Pro (2017)                                     |
| Дата виходу              | Дата виходу              | Лютий 2013                                          | Жовтень 2013                                        | Червень 2014                                        | Жовтень 2015                                      | Червень 2017                                           |
| Операційна система       | встановлена              | Windows 8 Pro                                       | Windows 8.1 Pro                                     | Windows 8.1 Pro                                     | Windows 10 Pro версія 1507                        | Windows 10 Pro версія 1703                             |
| Операційна система       | максимальна підтримувана | Windows 10 Pro версія 1703                          | Windows 10 Pro версія 1703                          | Windows 10 Pro версія 1703                          | Windows 10 Pro версія 1703                        | Windows 10 Pro версія 1703                             |
| Розміри (мм)             | довжина                  | 172.9                                               | 172.9                                               | 201.3                                               | 201.4                                             | 201.4                                                  |
| Розміри (мм)             | ширина                   | 274.5                                               | 274.5                                               | 292                                                 | 292.1                                             | 292.1                                                  |
| Розміри (мм)             | товщина                  | 13.46                                               | 13.46                                               | 9.1                                                 | 8.4                                               | 8.5                                                    |
| Маса (г)                 | Маса (г)                 | 910                                                 | 900                                                 | 800                                                 | 766 (m3) 786 (i5) 786 (i7)                        | 768 (m3) 770 (i5) 784 (i7)                             |
| Оперативна пам'ять       | ємність (ГБ)             | 4                                                   | 4 / 8                                               | 4 / 8                                               | 4 / 8 / 16                                        | 4 / 8 / 16                                             |
| Оперативна пам'ять       | частота (МГц)            | 1600                                                | 1600                                                | 1600                                                | 1600                                              | 1866                                                   |
| Оперативна пам'ять       | тип                      | DDR3                                                | LPDDR3                                              | LPDDR3                                              | LPDDR3                                            | LPDDR3                                                 |
| Внутрішня пам'ять (ГБ)   | Внутрішня пам'ять (ГБ)   | 64/128/256 mSATA SSD                                | 64 / 128 / 256 / 512 mSATA SSD                      | 64 / 128 / 256 / 512 mSATA SSD                      | 128 / 256 / 512 / 1024 PCIe NVME SSD              | 128 / 256 / 512 / 1024 PCIe NVME SSD                   |
| Розширювана пам'ять (ГБ) | Розширювана пам'ять (ГБ) | MicroSDXC, до 200 ГБ                                | MicroSDXC, до 200 ГБ                                | MicroSDXC, до 200 ГБ                                | MicroSDXC, до 200 ГБ                              | MicroSDXC, до 200 ГБ                                   |
| Екран                    | Екран                    | 10.6 дюймів                                         | 10.6 дюймів                                         | 11.8 дюймів                                         | 12.3 дюйма                                        | 12.3 дюйма                                             |
| Екран                    | Екран                    | 16:9 відношення сторін                              | 16:9 відношення сторін                              | 3:2 відношення сторін                               | 3:2 відношення сторін                             | 3:2 відношення сторін                                  |
| Екран                    | Екран                    | 1920x1080 пікселів із 208 PPI                       | 1920x1080 пікселів із 208 PPI                       | 2160x1440 пікселів із 214 PPI                       | 2736x1824 пікселів із 267 PPI                     | 2736x1824 пікселів із 267 PPI                          |
| Процесор                 | покоління                | Intel Ivy Bridge                                    | Intel Haswell                                       | Intel Haswell                                       | Intel Skylake                                     | Intel Kaby Lake                                        |
| Процесор                 | модель                   | i5-3317U                                            | i5-4200U i5-4300U                                   | i3-4020Y i5-4300U i7-4650U                          | m3-6Y30 i5-6300U i7-6650U                         | m3-7Y30 i5-7300U i7-7660U                              |
| Процесор                 | Частота (ГГц)            | 1.7–2.6                                             | 1.6–2.6 1.9–2.9                                     | 1.5–??? 1.9–2.9 1.7–3.3                             | 0.9-2.2 2.4-3.0 2.2-3.4                           | 1.0-2.6 2.6-3.5 2.5-4.0                                |
| Процесор                 | L3 кеш (МБ)              | 3                                                   | 3                                                   | 3 4                                                 | 4 3 4                                             | 4 3 4                                                  |
| GPU                      | Intel Graphics           | HD Graphics 4000                                    | HD Graphics 4400                                    | HD Graphics 4200 HD Graphics 4400 HD Graphics 5000  | HD Graphics 515 HD Graphics 520 Iris Graphics 540 | HD Graphics 615 HD Graphics 620 Iris Plus Graphics 640 |
| Акумулятор               | Акумулятор               | 42 Wh                                               | 42 Wh                                               | 42 Wh                                               | 38.2 Wh                                           | 45 Wh                                                  |
| Камера                   | Фронтальна               | 1.2 мегапікселя                                     | 1.2 мегапікселя                                     | 5 мегапікселів                                      | 5 мегапікселів                                    | 5 мегапікселів                                         |
| Камера                   | Фронтальна               | HD (1280x720) відео                                 | HD (1280x720) відео                                 | FHD (1920x1080) відео                               | FHD (1920x1080) відео                             | FHD (1920x1080) відео                                  |
| Камера                   | Задня                    | 1.2 мегапікселя                                     | 1.2 мегапікселя                                     | 5 мегапікселів                                      | 8 мегапікселів із автофокусом                     | 8 мегапікселів із автофокусом                          |
| Камера                   | Задня                    | HD (1280x720) відео                                 | HD (1280x720) відео                                 | FHD (1920x1080) відео                               | FHD (1920x1080) відео                             | FHD (1920x1080) відео                                  |
| Датчики                  | Освітленності            | Так                                                 | Так                                                 | Так                                                 | Так                                               | Так                                                    |
| Датчики                  | Акселерометр             | Так                                                 | Так                                                 | Так                                                 | Так                                               | Так                                                    |
| Датчики                  | Гіроскоп                 | Так                                                 | Так                                                 | Так                                                 | Так                                               | Так                                                    |
| Датчики                  | GPS                      | Ні                                                  | Ні                                                  | Ні                                                  | Ні                                                | Ні                                                     |
| Датчики                  | Магнітометр              | Ні                                                  | Так                                                 | Так                                                 | Так                                               | Ні                                                     |
| Датчики                  | Компас                   | Так                                                 | Невідомий                                           | Невідомий                                           | Невідомий                                         | Невідомий                                              |
| Датчики                  | Мікрофони                | 2                                                   | 2                                                   | 2                                                   | 2                                                 | 2                                                      |
| Порти                    | Аудіо/Відео              | 3.5 мм Audio Jack                                   | 3.5 мм Audio Jack                                   | 3.5 мм Audio Jack                                   | 3.5 мм Audio Jack                                 | 3.5 мм Audio Jack                                      |
| Порти                    | Аудіо/Відео              | Mini DisplayPort                                    |                                                     |                                                     |                                                   |                                                        |
| Порти                    | USB                      | 3.0                                                 | 3.0                                                 | 3.0                                                 | 3.0                                               | 3.0                                                    |
| Радіопередатчики         | WiFi                     | 802.11 a/b/g/n                                      | 802.11 a/b/g/n                                      | 802.11 a/b/g/n/ac 2x2 MIMO                          | 802.11 a/b/g/n/ac 2x2 MIMO                        | 802.11 a/b/g/n/ac 2x2 MIMO                             |
| Радіопередатчики         | Bluetooth                | 4.0 LE                                              | 4.0 LE                                              | 4.0 LE                                              | 4.0 LE                                            | 4.1                                                    |
| Радіопередатчики         | Мобільний зв'язок        | Ні                                                  | Ні                                                  | Ні                                                  | Ні                                                | Опційно                                                |
| Різне                    | Підтримка пера           | Wacom пасивний стилус                               | Wacom пасивний стилус                               | N-trig активний стилус                              | N-trig активний стилус                            | N-trig активний стилус                                 |
| Різне                    | Підтримка пера           | 256 рівнів                                          | 1024 рівня                                          | 256 рівнів                                          | 1024 рівня                                        | 4096 рівнів                                            |
| Різне                    | TPM                      | Так                                                 | Так, версія 1.2                                     | Так, версія 2.0                                     | Так, версія 2.0                                   | Так, версія 2.0                                        |
| Різне                    | Підтримка Surface Dial   | Часткова (без наекранної), із оновленням Windows 10 | Часткова (без наекранної), із оновленням Windows 10 | Часткова (без наекранної), із оновленням Windows 10 | Так, із оновленням драйверів                      | Так                                                    |
| Різне                    | Підтримка Windows Hello  | Ні                                                  | Ні                                                  | Ні                                                  | Так, ІЧ камера                                    | Так, ІЧ камера                                         |

### Планшет Surface Go
10-дюймовий планшет лінійки Surface 2018 року випуску. Surface Go має екран із роздільною здатністю 1800 на 1200 пікселів зі співвідношенням сторін 3:2. Додатково до нього можна купити чохол-клавіатуру та стилус. Працює планшет на процесорі Intel Pentium Gold 4415Y з оперативною пам'яттю 4 або 8 ГБ залежно від моделі. У повідомленні Microsoft зазначено, що планшет зможе працювати без заряджання до дев’яти годин. [Архівовано 10 липня 2018 у Wayback Machine.]

### Ноутбук для навчання Surface Laptop SE
У листопаді 2021 року Microsoft представила новий ноутбук для навчання під назвою Surface Laptop SE. Він оснащений операційною системою Windows 11 SE та орієнтований на використання школярами і студентами. Ноутбук оснащується 11,6-дюймовим екраном з роздільною здатністю 1366 x 768 пікселів, а також камерою 720P HD.

## Аксесуари
- Touch Cover
- Type Cover
- Pover Cover
- Surface Pen
- Surface Dock
- Surface Dial
- Surface Mouse
- Surface Arc Mouse